# Pont-l’Évêque (Calvados)
Pont-l’Évêque ist eine französische Gemeinde mit 5.116 Einwohnern (Stand 1. Januar 2022) im Département Calvados in der Region Normandie. Sie gehört zum Arrondissement Lisieux und zum Kanton Pont-l’Évêque.
Sie entstand mit Wirkung vom 1. Januar 2019 als namensgleiche Commune nouvelle durch die Zusammenlegung der bisherigen Gemeinden Pont-l’Évêque und Coudray-Rabut, denen in der neuen Gemeinde der Status einer Commune déléguée jedoch nicht zuerkannt wurde. Der Verwaltungssitz befindet sich im Ort Pont-l’Évêque. Übersetzt heißt Pont-l’Évêque Bischofsbrücke.

## Gemeindegliederung
| Ortsteil                          | ehemaliger INSEE-Code | Fläche (km²) | Höhenlage (m) | Einwohnerzahl (2016) |
| --------------------------------- | --------------------- | ------------ | ------------- | -------------------- |
| Coudray-Rabut                     | 14185                 | 4,91         | 5–148         | .0322                |
| Pont-l’Évêque (Verwaltungssitz)00 | 14514                 | 8,07         | 7–118         | 4.418                |

## Lage
Der Ort liegt an der Mündung des Flusses Calonne in die Touques, deren Einzugsbecken das Pays d’Auge bildet. Daher wird Pont-l’Évêque auch Porte du Pays d’Auge, Tor zum Pays d’Auge, genannt.

## Geschichte
Im Zweiten Weltkrieg wurde das von Deutschen besetzte Pont-l’Évêque am 6. Juni 1944, dem Tag des D-Day, von der alliierten Luftwaffe bombardiert. Am 24. August 1944 wurde der Ort durch britisch-kanadische Truppen von der Besatzung befreit.

## Bevölkerungsentwicklung
| Gemeinde                  | Einwohnerzahlen (Census) |      |      |      |      |      |      |      |      |      |      |
| Gemeinde                  | 1962                     | 1968 | 1975 | 1982 | 1990 | 1999 | 2006 | 2008 | 2011 | 2013 | 2016 |
| ------------------------- | ------------------------ | ---- | ---- | ---- | ---- | ---- | ---- | ---- | ---- | ---- | ---- |
| Coudray-Rabut00           | 187                      | 178  | 204  | 254  | 313  | 333  | 343  | 320  | 303  | 312  | 322  |
| Pont-l’Évêque             | 3188                     | 3466 | 3709 | 3767 | 3843 | 4133 | 4158 | 4202 | 4432 | 4534 | 4418 |
| Pont-l’Évêque             | 3375                     | 3644 | 3913 | 4021 | 4156 | 4466 | 4501 | 4522 | 4735 | 4846 | 4740 |
| Quelle: Cassini und INSEE |                          |      |      |      |      |      |      |      |      |      |      |

Die (Gesamt-)Einwohnerzahlen der Gemeinde Pont-l’Évêque wurden durch Addition der bis Ende 2018 selbständigen Gemeinden ermittelt.

## Sehenswürdigkeiten
- Kirche Saint-Michel
- Kirche Saint-Melaine

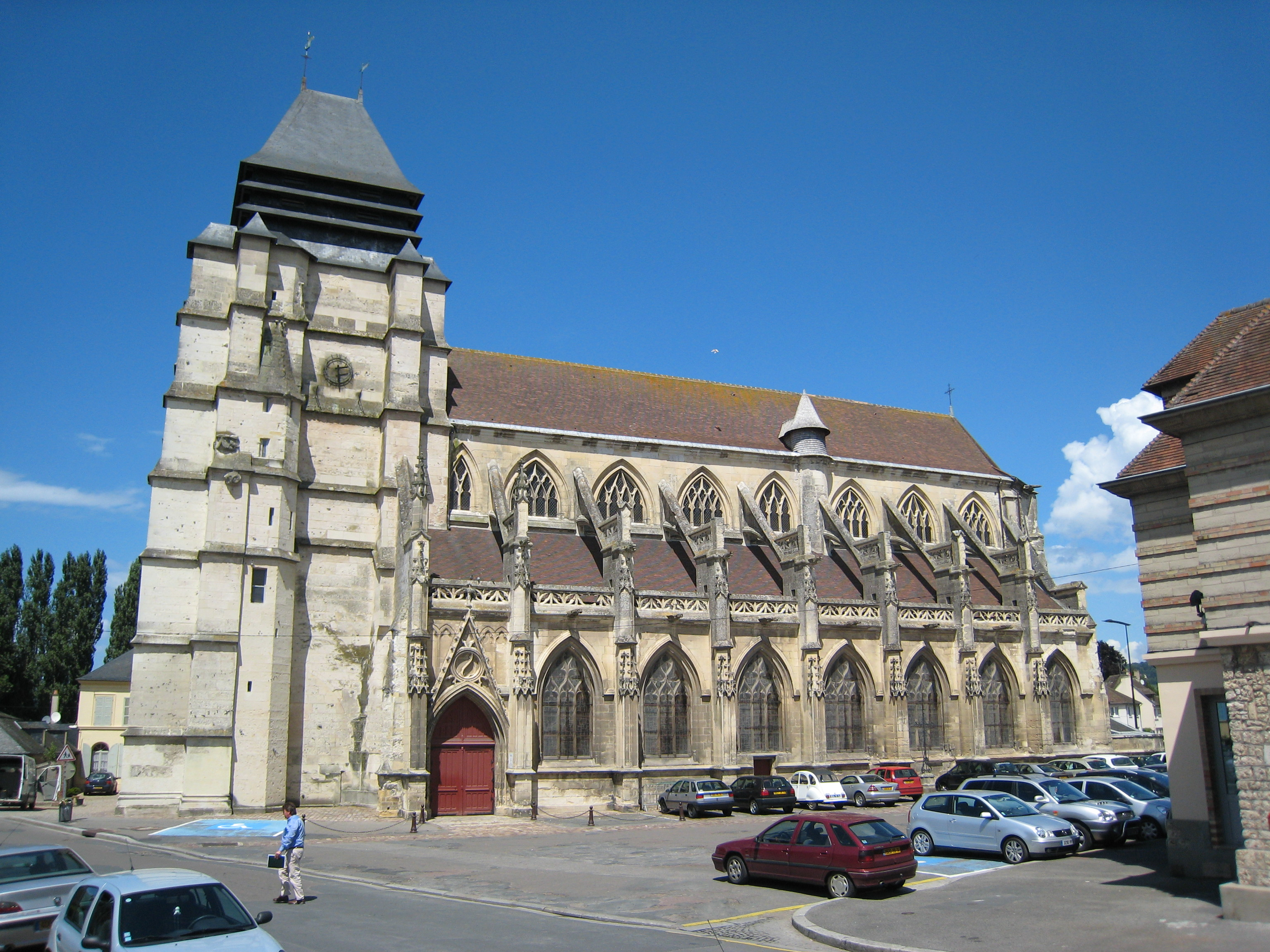
Kirche Saint-Michel

- Ehemaliges Dominikanerinnenkloster, heute Museum Espace Culturel les Dominicaines (dt. Kulturraum die Dominikanerinnen)
- Hôtel de Brilly, heute Rathaus
- Hôtel Montpensier, heute Stadtbibliothek
- Zahlreiche Fachwerkhäuser
- Musée du calvados et des métiers anciens (dt. Museum des Calvados und alter Handwerker(berufe))

## Wirtschaft
Pont-l’Évêque ist der Ursprungsort des gleichnamigen Käses.

## Persönlichkeiten
- Pierre-Nicolas Legrand (1758–1829), Maler, Zeichner und Lithograph
- Robert de Pellevé de La Motte-Ango, comte de Flers (1872–1927), Dramatiker und Journalist[5]
- Jean-Marie Girault (1926–2016), Politiker und Bürgermeister von Caen
- Pierre Even (1929–2001), Radrennfahrer
- Baron David de Rothschild (* 1942), Bürgermeister von Pont-l’Évêque von 1977 bis 1995[6]
- Frédéric Yonnet (* 1974), Jazz- und Funkmusiker

## Gemeindepartnerschaft

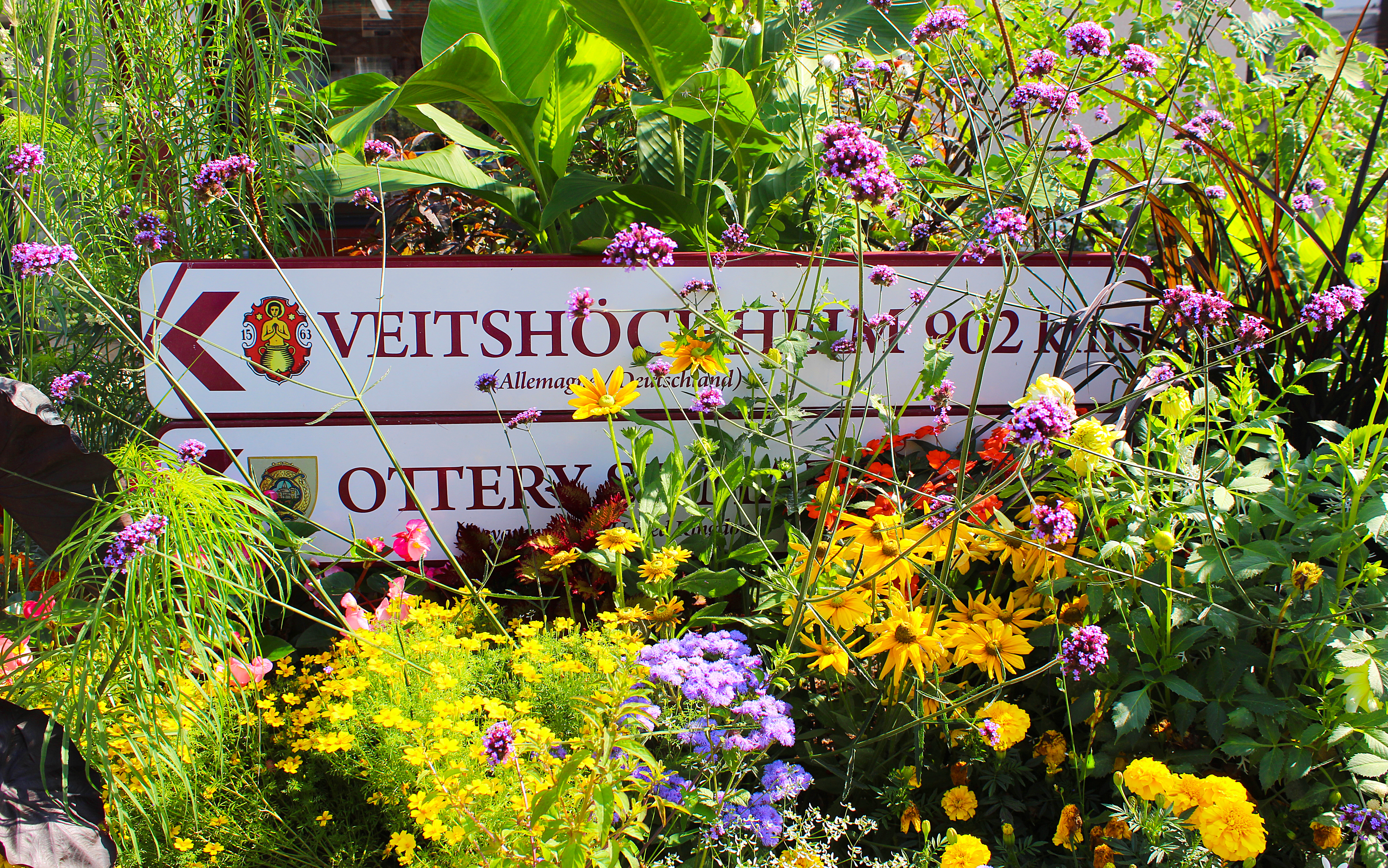
Hinweisschild auf die Partnergemeinde

Seit 1995 besteht eine Partnerschaft mit der unterfränkischen Gemeinde Veitshöchheim.